# Häggebäcken
Häggebäcken är en by i norra delen av Västerfärnebo distrikt (Västerfärnebo socken) i Sala kommun, Västmanlands län (Västmanland).
Häggebäcken har sitt ursprung i utägor från närliggande byarna Västerbykil och Hedåker. Byn består bland annat av gårdarna Hovmanbyn, Albo, Sjöbo, Björsboäng, Finnbyn, Viksberg, Utgärdsbyn och Svångänge.
Skolan i Häggebäcken lades ned på 1950-talet och lanthandeln stängde för gott 1976.
Byn är för liten eller för utspridd för att utgöra en småort eller tätort enligt Statistiska centralbyråns definitioner.